# Herbert Ives
Herbert Eugene Ives (21. července 1882 – 13. listopadu 1953) byl vědec a inženýr, který vedl vývoj faxu a televizních systémů na AT&T v první polovině dvacátého století. Nejznámější je ale díky Ivesovu–Stilwellovu experimentu z roku 1938, který poskytl přímé potvrzení jednoho z efektů speciální teorie relativity, dilatace času. Nicméně Ives sám nepřijal speciální teorii relativity, a argumentoval pro alternativní interpretace experimentálních výsledků.

## Život
Narodil se 21. července 1882 ve Filadelfii jako syn Mary Olmsteadové a vynálezce Frederica Ivese. Studoval na Pensylvánské univerzitě a univerzitě Johnse Hopkinse, kde v roce 1908 absolvoval. Ve stejném roce se oženil s Mabel Lorenzovou, měli spolu tři děti.
Roku 1920 napsal během práce pro armádu na pozici důstojníka v letecké sekci knihu o letecké fotografii. Ives byl také vášnivý sběratel mincí a stal se prezidentem Americké numismatické společnosti. Rovněž byl prezidentem Optical Society of America, tuto pozici zastával v letech 1924 a 1925. V Bellových laboratořích vedl elektro-optický výzkum.
Stejně jako jeho otec Frederic Eugene Ives byl expertem na barevné fotografie. V roce 1924 rekonstruoval první barevné faksimile pomocí barevné separace. V roce 1927 demonstroval možnosti televize, když vysílal živé video obrázků ministra obchodu ve vládě Herberta Hoovera prostřednictvím experimentální stanice AT&T 3XN ve Whippany a umožnil novinářům vidět Hoovera a komunikovat s ním.
V roce 1930 se jeho dvoucestný telefonní-televizní systém pravidelně experimentálně používal. Velké výzkumné středisko Bellových laboratoří v New Yorku vedl Ives ve 30. letech a měl tým více než 200 vědců, inženýrů a techniků. Bellovy laboratoře se snažily rozvinout technologii videotelefonů a televize, jak pro telekomunikační účely, tak pro účely zábavy. Probíhající výzkum kombinovaných audio a video telefonů pod vedením Ivese v hodnotě asi 500 milionů dolarů nakonec vedl k zavádění futuristického Picturephonu.
V návaznosti na filozofii Hendrika Lorentze se pokusil prokázat fyzickou realitu relativistických efektů pomocí logických argumentů a experimentů. Nejznámější je Ivesův–Stilwellův experiment, , který poskytl přímé potvrzení relativistického efektu dilatace času. Nicméně Ives sám považoval tento experiment za důkaz existence éteru a proto, jak se mylně domníval, že vyvrátil teorii relativity. Byl znechucený reakcí vědecké komunity, která vykládala jeho experiment opačně než očekával.
Následně se obrátil k teorii a publikoval řadu článků,, kde popsal relativistické jevy v podmínkách jednotného systému souřadnic, o nichž si mylně myslel, že vyvrací teorii relativity. Ives zemřel 13. listopadu 1953 v Upper Montclair.

## Ocenění a vyznamenání
- Ives obdržel třikrát medaili Edwarda Longstertha od Franklinova institutu: 1907, 1915 a 1919.[20]
- Byla mu udělena medaile Frederica Ivese Optical Society of America v roce 1937.[21][22]
- Prezident Harry Truman mu udělil Medaili za zásluhy v roce 1948 za jeho válečnou práci týkající se osvětlení a optických komunikačních systémů.[23]